# Savaş Yılmaz
Savaş Yılmaz (sinh 1 tháng 1 năm 1990) là một cầu thủ bóng đá Thổ Nhĩ Kỳ thi đấu ở vị trí tiền vệ cho Adana Demirspor. Anh là cầu thủ thi đấu quốc tế, từng tham gia các đội U-16, U-17, U-18, và U-19.